# Absturz einer Antonow An-26 in Latakia
Der Absturz einer Antonow An-26 in Latakia am 6. März 2018 ist einer der folgenschwersten Abstürze dieses Flugzeugmusters.
Eine Antonow An-26 verunglückte auf einem Flug vom syrischen Militärflugplatz Kuweyres zum Luftwaffenstützpunkt Hmeimim in Latakia.

## Unfallmaschine
Beim verunglückten Flugzeug handelte es sich um eine aus Sowjetproduktion stammende Antonow An-26 mit dem Luftfahrzeugkennzeichen RF-92955/52 mit der Seriennummer 10107. Die Maschine hatte ihren Jungfernflug im Jahr 1980. Dieser Unfall ist der fünfzehnte tödliche Absturz einer An-26 in den 2010er-Jahren und der bis dato drittschwerste Flugunfall in Syrien.

## Unfallhergang
Am 6. März 2018 sollte die An-26 russische Militärangehörige, die in Syrien stationiert waren, vom Militärflugplatz Kuweyres bei Aleppo zum Luftwaffenstützpunkt Militärflugplatz Hmeimim in Latakia transportieren. Die Maschine stürzte beim Landeanflug auf den syrischen Militärflugplatz Hmeimim um 14:51 Uhr Moskauer Zeit etwa 500 Meter vor der Start- und Landebahn ab. Alle an Bord befindlichen Personen, 33 Passagiere und sechs Besatzungsmitglieder, kamen dabei ums Leben. Die islamistische oppositionelle Gruppierung Dschaisch al-Islam beanspruchte für sich, das Flugzeug abgeschossen zu haben. So gaben die Kämpfer an, dass sie mit mehreren schweren Maschinengewehren auf die Antonow im Landeanflug in geringer Höhe gefeuert hätten. Eine russische Unfalluntersuchung widersprach dieser Darstellung. Es konnten keine Spuren gefunden werden, die den Einsatz von Schusswaffen belegen würden. Als offizielle Unfallursache wurden bodennahe Windscherungen ermittelt, die das Flugzeug während der Landephase aufschlagen ließen.